# Chiesa di San Remigio (Acquarossa)
La chiesa di San Remigio è un edificio religioso che si trova a Corzoneso (frazione di Acquarossa), in località Boscero, in Canton Ticino.

## Storia
La costruzione viene citata per la prima volta in documenti storici risalenti al 1209. Probabilmente la prima edificazione risale all'XI secolo, mentre nel XII secolo si ha un ampliamento dell'aula originaria. Nel XVII secolo subì sostanziali rimaneggiamenti.

## Descrizione
La chiesa si presenta con una pianta ad unica navata ma terminante in due absidi. Nel presbiterio trova posto un altare che conserva due stucchi del XVII secolo, ciascuno dei quali raffigura un rispettivo apostolo. La navata è sovrastata da un soffitto in legno. Sulle pareti della navata sono visibili degli affreschi che coprono a un periodo temporale che va dal XIII al XV secolo. Al Seicento risale invece un analogo dipinto realizzato sulla parete occidentale dalla bottega de Tarilli.